# King's Bounty
King's Bounty è un videogioco strategico a turni con elementi di ruolo ambientato in un tipico mondo fantasy medievale, sviluppato e pubblicato dalla New World Computing nel 1990-1991 per i computer Amiga, Apple II, Commodore 64, Mac OS e MS-DOS, e pubblicato dalla Electronic Arts nel 1991 per la console Sega Mega Drive con il sottotitolo The Conqueror's Quest. Nel 1994 uscì anche per i computer giapponesi FM Towns e NEC PC-9801.
Venne pubblicata anche una versione per Windows 95, ma solo come bonus all'interno di successive raccolte a partire da Heroes of Might and Magic Compendium (1997).

## Trama
Il protagonista è un condottiero che comanda un proprio esercito spostandosi su un territorio di quattro continenti, con l'obiettivo finale di recuperare il potente Scettro dell'Ordine che è stato rubato al re, prima che sia troppo tardi. Forze malefiche stanno devastando le terre e il condottiero deve sconfiggere una serie di 17 signori della guerra, per ottenere gradualmente i pezzi della mappa che porta allo scettro.

## Modalità di gioco
Il giocatore interpreta il condottiero e deve arruolare e comandare il suo esercito, senza prendere parte personalmente alle battaglie se non con le magie.
A inizio partita bisogna scegliere il proprio personaggio tra barbaro, cavaliere, paladino o maga; i quattro si differenziano per il grado di autorità sulle truppe, di patrimonio iniziale, di entrate economiche settimanali, e di abilità magiche. Queste caratteristiche si possono poi migliorare progredendo nel gioco. Si decide inoltre il livello di difficoltà, che determina tra l'altro il tempo totale a disposizione, da 200 a 900 giorni nel mondo del gioco.
Il condottiero con il suo seguito, rappresentati da un'icona unica di un cavaliere, si possono spostare sul territorio, idealmente suddiviso in caselle e mostrato con una visuale isometrica dell'area circostante, a scorrimento in tutte le direzioni. Ogni spostamento consuma un po' del tempo di gioco.
Si dispone anche di una mappa a grande scala di tutto il continente attuale, che viene rivelata man mano che si esplora e può essere visualizzata a richiesta.
Si inizia nei pressi del castello del re, dove è possibile reclutare alcuni tipi di truppe umane, pagandole in denaro. Altrove si possono trovare molti altri tipi di truppe, anche non umane, appartenenti a quattro categorie: creature delle pianure, delle foreste, delle colline o dei sotterranei, ciascuna reperibile nei rispettivi punti di reclutamento. In tutto ci sono 25 tipi di truppe con diverse capacità, anche magiche o di volo.
I guadagni vengono dai bottini delle vittorie, dai tesori trovati in giro e dagli introiti periodici, mentre il denaro viene speso settimanalmente per mantenere le truppe oltre che per reclutarle.
Altri luoghi presenti in abbondanza sul territorio sono castelli e città. Nelle città si possono ottenere informazioni e mandati di cattura per i vari signori nemici, acquistare macchine d'assedio e magie, noleggiare navi per spostare l'esercito sull'acqua. Nei castelli si possono trovare invece i nemici, da assediare e sconfiggere per ottenere la taglia e un pezzo della mappa, ma altre forze ostili si possono incontrare anche fuori dai castelli.
I combattimenti, sia in campo aperto sia assedi, avvengono sempre in una schermata idealmente divisa in caselle (6x5), ma a scala più ravvicinata. I gruppi di soldati dello stesso tipo, al massimo 5 per parte, sono rappresentati da un'icona animata singola con indicato accanto il numero di soldati che compongono l'unità. Al proprio turno si possono spostare tutte le proprie unità, attaccare quelle nemiche in corpo a corpo (nel qual caso si possono subire perdite anche al proprio turno) o a distanza se l'unità ne è in grado, e lanciare una delle limitate magie del condottiero.
Le battaglie sono sempre fino alla morte, non esiste ritirata e in caso di sconfitta è possibile continuare la partita ricominciando dal castello del re con un esercito ridotto; la sconfitta definitiva si ha solo con l'esaurimento del tempo.
La versione per Sega Mega Drive si differenzia maggiormente dalle altre, in particolare per la presenza di movimenti in tempo reale dei nemici sulla schermata del territorio.

## Sviluppo
Il progettista di King's Bounty è Jon van Caneghem, che racconta di aver impiegato circa un anno nella realizzazione, assieme a un programmatore e un artista, iniziando subito dopo aver terminato Might and Magic II.

## Eredità
King's Bounty fu un precursore, per quanto riguarda la meccanica di gioco, della prolifica serie di Heroes of Might and Magic, iniziata qualche anno dopo dagli stessi produttori. 
Lo stesso Jon van Caneghem, progettista di King's Bounty e dei primi titoli di Heroes of Might and Magic, lo descrive come un precursore, anche se il salto di tecnologia e di arricchimento del gameplay che lo separa da Heroes I (1995) fu notevole.
Heroes of Might and Magic: Quest for the DragonBone Staff del 2001, per PlayStation 2, è di fatto un remake di King's Bounty, rinnovato quasi soltanto dal punto di vista estetico.
King's Bounty ebbe come seguito vero e proprio King's Bounty: The Legend, pubblicato nel 2008 dalla 1C Company con licenza ufficiale di usare il nome originale. A sua volta The Legend diede inizio a una serie di altri King's Bounty.
Nel 1991 venne pubblicato dalla Task Force Games anche un gioco da tavolo intitolato King's Bounty, con la stessa immagine di copertina e alcune somiglianze generali, ma non viene esplicitamente dichiarato come derivato dal videogioco.